# Unione Sportiva Foggia 1929-1930
Questa voce raccoglie le informazioni riguardanti l'Unione Sportiva Foggia nelle competizioni ufficiali della stagione 1929-1930.

## Stagione
Per la stagione 1929-1930 in Prima Divisione, divenuta dalla stessa estate del '29 la terza serie del Calcio italiano, la società dauna ingaggia l'allenatore ungherese Béla Károly (il primo trainer straniero nella storia rossonera) e acquista alcuni giovani calciatori da squadre settentrionali; dal Bari viene rilevato il cartellino del venticinquenne Michele Alboreto, apprezzato terzino della scomparsa Ideale.
In campionato i satanelli aprono il girone D con una vittoria casalinga, 3-1 sulla Virtus Lanciano, per poi permanere in una serie positiva fino alla 5ª giornata (8 i punti ricavati, considerando però che la terza e quarta giornata, giocate rispettivamente contro Salernitana e Vomero furono rinviate e recuperate in altra data), interrotta dalla sconfitta 4-0 del Ranchibile, contro il Palermo; da questa partita inizia una fase piuttosto intermittente, duarata fino alla 12ª di andata, in cui vengono ricavati altri 5 punti (in quest'intervallo, nell'11ª giornata viene battuto in casa 5-0 il Messina e in 9ª giornata i rossoneri foggiani osservano il proprio turno di riposo). Il girone d'andata viene terminato con la vittoria esterna 0-1 sul Cagliari.
Il girone di ritorno ha per i dauni un andamento meno disuniforme, con sconfitte sparse; il rendimento è quasi del tutto equo rispetto all'andata: 17 punti ricavati a fronte dei 18 del primo girone. I rossoneri di Capitanata chiudono quindi il campionato a 35 punti, appaiati assieme a Nocerina e Messina al secondo posto, con 7 punti di distacco dal Palermo primo (promosso in Serie B). Il Foggia ha concesso in tutto il campionato una sola sconfitta tra le mura amiche, nella 12ª gara d'andata al Macerata (2-3 nella gara ripetuta dietro richiesta della società dauna, dopo che nella prima gara l'arbitro Trama di Torre Annunziata prima fece ripetere un rigore messo a segno da Marchionneschi e poi non vide il goal di De Rosa, che aveva ribattuto in rete la palla, respinta dal portiere maceratese nella ripetizione, con conseguente rete del marchigiano Filippi -convalidata- su contropiede, durante le proteste foggiane); l'uomo rivelazione della squadra è l'attaccante Alfredo Marchionneschi, che ha segnato 32 reti in 28 gare (media realizzativa di 1,14 goal per incontro).

## Rosa
| N. |                   | Ruolo | Calciatore            |
| -- | ----------------- | ----- | --------------------- |
|    | Italia (bandiera) | P     | Maniero               |
|    | Italia (bandiera) | P     | Renato Sarti          |
|    | Italia (bandiera) | D     | Michele Alboreto      |
|    | Italia (bandiera) | D     | Giuseppe Arnoldi      |
|    | Italia (bandiera) | D     | Pasquale Di Luzio     |
|    | Italia (bandiera) | C     | Vittorio De Rosa      |
|    | Italia (bandiera) | C     | Giuseppe Giustacchini |

| N. |                   | Ruolo | Calciatore             |
| -- | ----------------- | ----- | ---------------------- |
|    | Italia (bandiera) | C     | Carmine Malice         |
|    | Italia (bandiera) | C     | Ettore Mussi           |
|    | Italia (bandiera) | A     | Alfredo Marchionneschi |
|    | Italia (bandiera) | A     | Giovanni Pavanello     |
|    | Italia (bandiera) | A     | Eligio Vecchi          |
|    | Italia (bandiera) | A     | Mario Casale           |

## Calciomercato

### Sessione estiva
| Acquisti | Acquisti               | Acquisti | Acquisti   |
| R.       | Nome                   | da       | Modalità   |
| -------- | ---------------------- | -------- | ---------- |
| D        | Michele Alboreto       | Bari     | definitivo |
| D        | Giuseppe Arnoldi       | Saronno  | definitivo |
| A        | Alfredo Marchionneschi | SPAL     | definitivo |
| A        | Eligio Vecchi          | Mantova  | definitivo |

| Cessioni | Cessioni | Cessioni | Cessioni |
| R.       | Nome     | da       | Modalità |
| -------- | -------- | -------- | -------- |

## Statistiche

### Statistiche di squadra
| Competizione    | Punti | In casa | In casa | In casa | In casa | In casa | In casa | In trasferta | In trasferta | In trasferta | In trasferta | In trasferta | In trasferta | Totale | Totale | Totale | Totale | Totale | Totale | DR  |
| Competizione    | Punti | G       | V       | N       | P       | Gf      | Gs      | G            | V            | N            | P            | Gf           | Gs           | G      | V      | N      | P      | Gf     | Gs     | DR  |
| --------------- | ----- | ------- | ------- | ------- | ------- | ------- | ------- | ------------ | ------------ | ------------ | ------------ | ------------ | ------------ | ------ | ------ | ------ | ------ | ------ | ------ | --- |
| Prima Divisione | 35    | 14      | 10      | 3       | 1       | 20      | 8       | 14           | 4            | 4            | 6            | 28           | 24           | 28     | 14     | 7      | 7      | 48     | 32     | +16 |